# Dvin, Ararat
Dvin là một đô thị thuộc tỉnh Ararat, Armenia. Dân số ước tính năm 2011 là 2884 người. Đô thị này thuộc vùng đô thị Yerevan.